# Jaroslav Fajstavr
Jaroslav Fajstavr (23. července 1929 Vrchlabí –⁠⁠⁠⁠⁠⁠ 16. března 2025) byl český otorinolaryngolog.

## Život
Narodil se v červenci 1929 ve Vrchlabí. V mládí studoval na reálném gymnáziu, nejdříve v rodném Vrchlabí a později v Praze. Maturitní zkoušku složil v roce 1948. Poté zahájil studium na Lékařské fakultě v Hradci Králové Univerzity Karlovy a na Vojenské lékařské akademii v Hradci Králové. V prosinci 1953 promoval na Univerzitě Karlově a v lednu 1954 začal působit jako sekundář kliniky ORL Fakultní nemocnice Hradec Králové. V letech 1961 až 1972 byl asistentem a také zástupcem přednosty na oddělení ORL v Ústřední vojenské nemocnici v Praze. V roce 1972 se stal primářem oddělení ORL v FN Motol. V lednu 1980 začal působit jako přednosta dětské ORL kliniky FN Motol a 2. lékařské fakulty Univerzity Karlovy. V roce 1981 se po sloučení standardní a dětské kliniky ORL v FN Motol stal přednostou této nově vzniklé kliniky. Ve funkci setrval do roku 1997. V letech 1985 až 1990 byl proděkanem FDL UK. I v závěru kariéry aktivně vyučoval na Univerzitě třetího věku 2. LF UK. V letech 1990 až 1993 byl předsedou České společnosti otorinolaryngologie a chirurgie hlavy a krku ČLS JEP.
V senátních volbách v roce 1996 kandidoval v senátním obvodu č. 21 – Praha 5 do Senátu PČR jako člen ČSSD. Se ziskem 15,76 % hlasů skončil na třetím místě a do druhého kola voleb tak nepostoupil.
Svůj život popsal v trojdílné monografii s titulem Jak můj život kráčel. Byl jmenován čestným občanem Blatné a v roce 2019 se stal čestným členem České lékařské společnosti Jana Evangelisty Purkyně. V roce 2018 mu byla udělena Kutvirtova cena. Zemřel v březnu 2025.